# Ponîkovîțea, Brodî
Ponîkovîțea (în ucraineană Пониковиця) este localitatea de reședință a comunei Ponîkovîțea din raionul Brodî, regiunea Liov, Ucraina.

## Demografie
Componența lingvistică a localității Ponîkovîțea
     Ucraineană (99,04%)
     Alte limbi (0,83%)
Conform recensământului din 2001, majoritatea populației localității Ponîkovîțea era vorbitoare de ucraineană (99,04%), existând în minoritate și vorbitori de alte limbi.